# Sultanato de Ahmednagar
El sultanato de Ahmadnagar fue un reino indio medieval tardío, ubicado en el noroeste de Decán, entre los sultanatos de Gujarat y Bijapur. Malik Ahmad, el gobernador bahmaní de Junnar, después de derrotar al ejército bahmaní liderado por el general Jahangir Khan, el 28 de mayo de 1490, declaró su independencia y estableció el gobierno de la dinastía Nizam Shahi sobre el sultanato de Ahmednagar. Inicialmente, su capital estaba en la ciudad de Junnar con su fortaleza, más tarde llamada Shivneri. En 1494, se sentaron las bases para la nueva capital, Ahmadnagar. En 1636 Aurangzeb entonces virrey de Decán finalmente anexó el sultanato al imperio mogol.

## Historia
Malik Ahmad era el hijo de Nizam-ul-Mulk Malik Hasan Bahri, originalmente un brahmín hindú de Beejanuggar (o Vijayanagara) originalmente llamado Timapa. Después de la muerte de su padre, asumió la denominación de su progenitor y de ahí la dinastía fundada por él se conoce como la dinastía Nizam Shahi. Fundó la nueva capital Ahmednagar en la orilla del río Sina. Después de varios intentos, conquistó la gran fortaleza de Daulatabad en 1499.
Después de la muerte de Malik Ahmad en 1510, su hijo Burhan, un niño de siete años, fue instalado en su lugar. En los primeros días de su reinado, el control del reino estaba en manos de Mukammal Khan, un oficial de Ahmednagar, y su hijo. Burhan Shah I murió en Ahmadnagar en 1553. Dejó seis hijos, de los cuales Hussain le sucedió. Después de la muerte de Hussain Shah I en 1565, su hijo menor Murtaza ascendió al trono. Durante su minoría, su madre Khanzada Humayun Sultán conocida en la historia como Chand Sultana o Chand Bibi gobernó como regente durante varios años. Murtaza Shah se anexó Berar en 1572. A su muerte en 1588, su hijo Miran Hussain ascendió al trono. Pero su reinado duro poco más de diez meses, ya que fue envenenado. Ismail, un primo de Miran Hussain, fue elevado al trono, pero el poder real estaba en manos de Jamal Khan, el líder del grupo Deccani/Habshi en la corte. Jamal Khan fue asesinado en la batalla de Rohankhed en 1591 y pronto Ismail Shah también fue capturado y confinado por su padre Burhan, quien ascendió al trono como Burhan Shah. Pero Chand Bibi luchó contra él. Ganando el reino, Chand Bibi ascendió al trono. Después de la muerte de Chand Bibi en julio de 1600, Ahmednagar fue conquistada por los mogoles y Bahadur Shah fue encarcelado.
El Nizam Shahi huyó a la fortaleza del sureste de Paranda. Unos años más tarde, el nativo de Abisinia, al servicio del sultán, el general Malik Ambar, se alzó ante el actual gobernante. Con la ayuda de los Marathas, que atacaron al lento ejército mogol y luego se retiraron, fue capaz de reconstruir el imperio entre 1609 y 1612. En alianza con Bijapur y Golconda (desde 1615), atacó de 1616 a 1621 las provincias mogolas de Khandesh y Berar, pero después de la ruptura de la Alianza, una gran parte de los territorios conquistados se perdió de nuevo. Partes de Berar permanecieron hasta la muerte de Malik Ambar en 1626 bajo el gobierno de Ahmednagar. El gobierno de los sultanes Nizam Shahi terminó en 1633 con la derrota militar final contra los mogoles y la incorporación de Ahmednagar en su imperio.